# 宇文粹中
宇文粹中（？—1139年），字仲达，一作仲理，成都府广都县（今四川省成都市双流区）人。宋徽宗时尚书右丞。宇文宗象之孙，宇文邦彦之子。宇文虚中、宇文时中的兄长。
宇文粹中在宋徽宗崇宁二年（1103年）中进士。开始担任翰林学士承旨、宣奉大夫。宣和六年（1124年）擢尚书右丞，出守江宁府（治今江苏省南京市）。宋钦宗靖康元年（1126年）为太上皇行宫副使，保护太上皇徽宗赵佶东行躲避金军。宋高宗建炎元年（1127年）四月，因为军乱被囚落职，提举亳州明道宫。建炎二年（1128年），直秘阁，守濮州。濮州被金国攻克，金军以其忠义，将他放回。他以光禄大夫出知潼川府。绍兴元年（1131年）请求去职，以他弟弟宇文时中接替他。绍兴九年（1139年）宇文粹中去世，赠少保。其子宇文师献（字德济），宇文师献子宇文绍训。